# Acetabularia

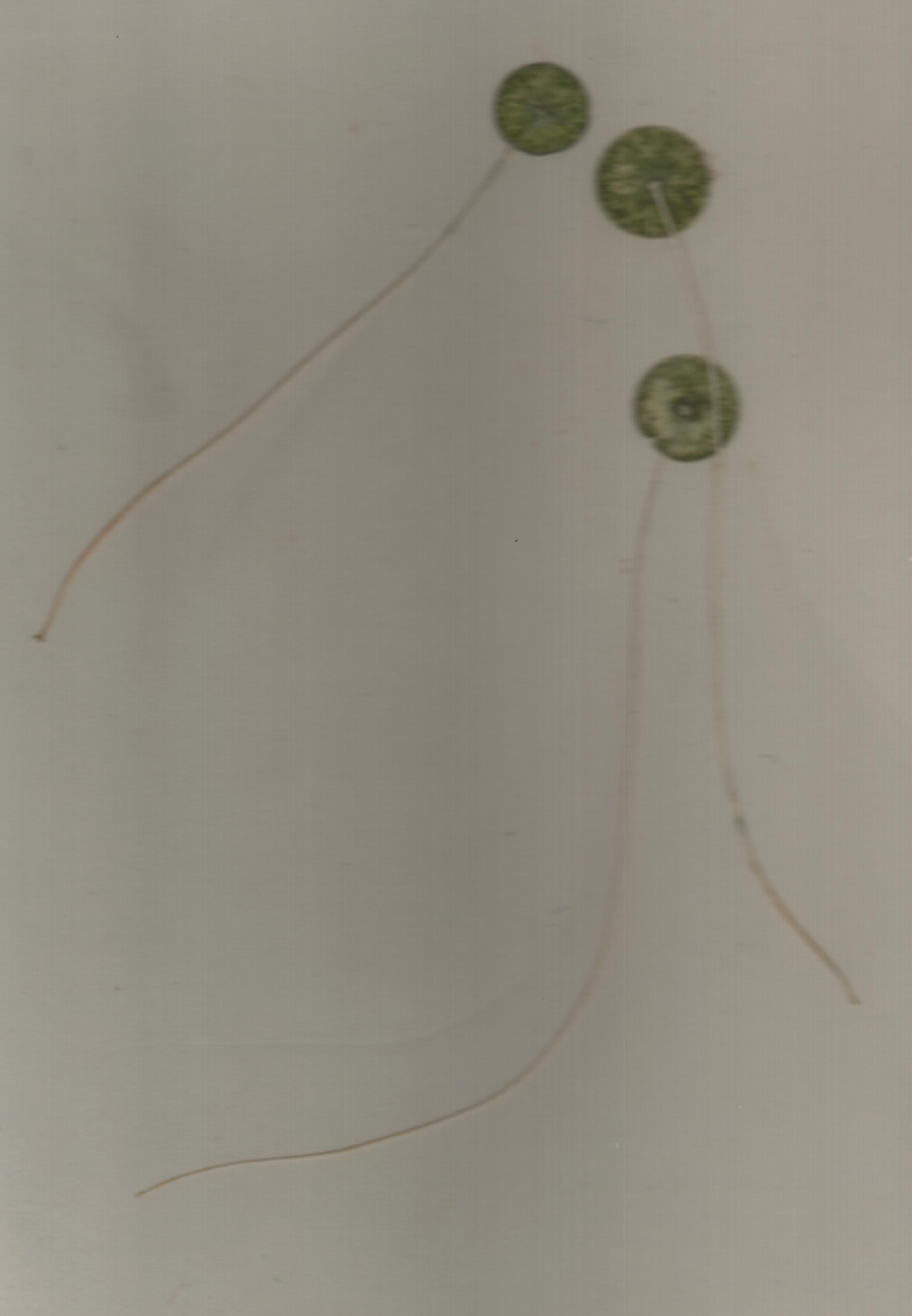
Estruturas reprodutivas de Acetabularia sp.

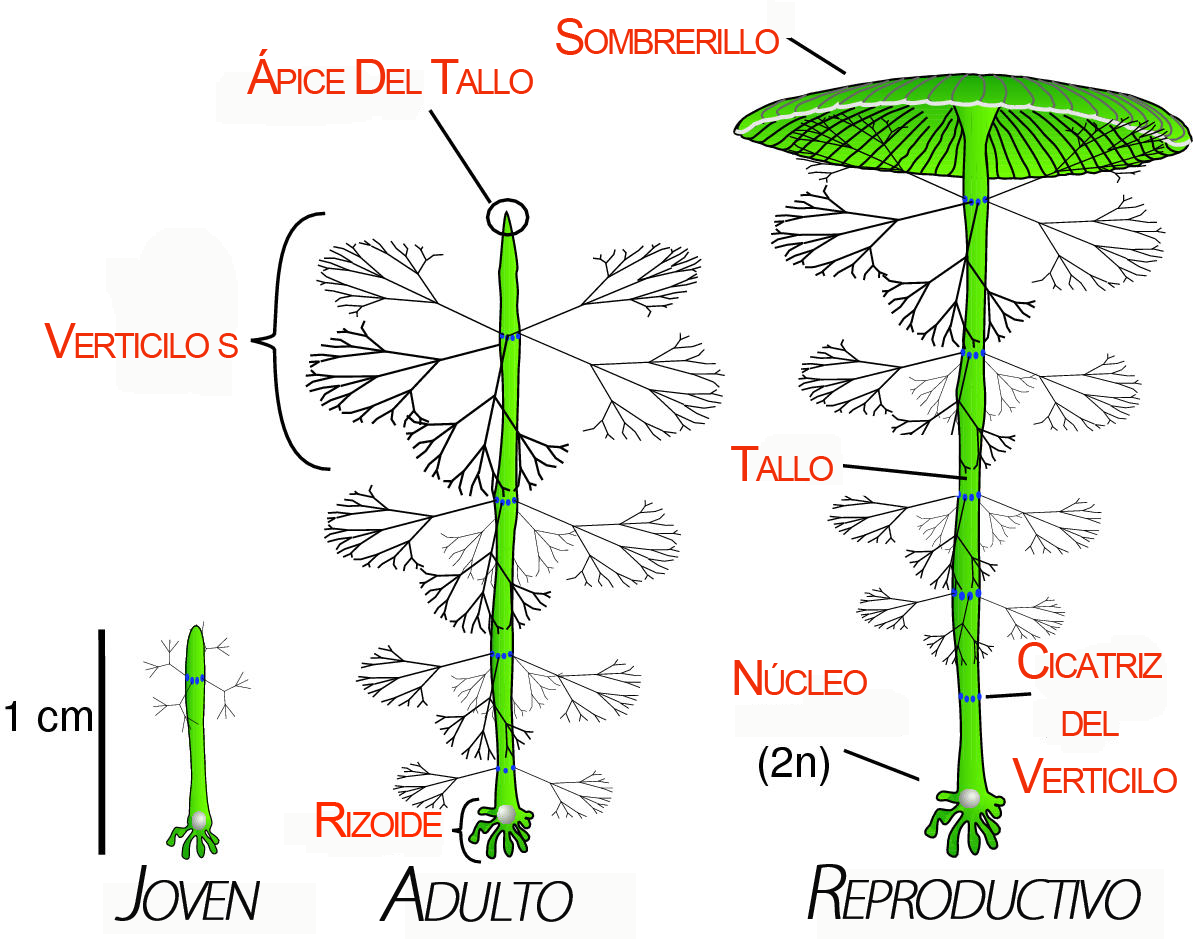
Estrutura e etapas do ciclo de vida.

Acetabularia é um género de algas verdes unicelulares gigantes (de 0,5 a 10 cm de comprimento), uninucleares, marinhas, com forma característica de cogumelo.

## Descrição
O género Acetabularia ficou conhecido pelas realizadas por Joachim Hammerling na década de 1930, através das quais demonstrou que transplantando partes de Acetabularia mediterranea e de Acetabularia crenulata era possível comprovar que a informação genética nos eucariotas está contida nos núcleos celulares. As espécies como A.acetabulum continuam a ser utilizadas como organismo modelo para estudos das relações núcleo/citoplasma, organização do citoesqueleto e ritmo circadiano.
O género Acetabularia está no limite dos organismos unicelulares, agrupando algumas das espécies unicelulares de maiores dimensões que se conhece. Apresenta além disso um núcleo grande, com cerca de 100 micrómetros (antes da meiose).
Estão validamente descritas cerca de 30 espécies de Acetabularia, entre as quais:
- Acetabularia acetabulum
- Acetabularia caliculus
- Acetabularia crenulata (do Golfo do México)
- Acetabularia dentata
- Acetabularia farlowii
- Acetabularia kilneri
- Acetabularia major
- Acetabularia mediterranea
- Acetabularia peniculus
- Acetabularia ryukyuensis
- Acetabularia schenkii